# Lucia Morico
Lucia Morico, née le 12 décembre 1975 à Fano, est un judokate italienne.

## Biographie
Lucia Morico s'illustre dans la catégorie des poids mi-lourd (-78 kg). Multiple médaillée aux championnats d'Europe, elle remporte la médaille de bronze aux Jeux olympiques d'Athènes en 2004. Malgré sa défaite en quarts de finale face à la future médaillée d'or Noriko Anno, elle passe avec succès le tour de repêchage et bat, lors du combat pour la troisième place, l'Ukrainienne Anastasiia Matrosova. Elle obtient ainsi la seule médaille italienne décrochée en judo lors de ces Jeux. Jamais récompensée au niveau mondial, elle est championne d'Europe en 2003.

## Palmarès

### Jeux olympiques
- Jeux olympiques de 2004 à Athènes (Grèce) :
  -  Médaille de bronze dans la catégorie des poids mi-lourd (-78 kg).

### Championnats d'Europe
| Chpts d'Europe          | 2000 | 2002 | 2003 | 2004 | 2005 | 2006 | 2007 |
| ----------------------- | ---- | ---- | ---- | ---- | ---- | ---- | ---- |
| poids mi-lourd (-78 kg) | -    | 2e   | 1er  | 2e   | 3e   | 5e   | 7e   |
| toutes catégories       | 2e   | -    | -    | -    | -    | -    | -    |